# Kamel Maoudj
Kamel Maoudj, né le 30 août 1969, est un handballeur algérien. Il a participé au tournoi masculin aux Jeux olympiques d'été de 1984.

## Palmarès
- 12e place aux Jeux olympiques de 1984

- Vainqueur du Championnat d'Afrique 1985

## Référence
1. ↑  « Kamel Maoudj Bio, Stats, and Results | Olympics at Sports-Reference.com », sur web.archive.org, 17 avril 2020 (consulté le 10 décembre 2022)